# Залесов, Поликарп Михайлович
Поликарп Михайлович Залесов (1773—1835) — горный специалист, строитель заводов на Алтае, изобретатель, управляющий Салаирским краем, механик Алтайского горного округа.

## Происхождение
Сын мастерового, унтер-офицера.

## Образование
Окончил Барнаульское горное училище в 1790 году.

## Биография
- В начале 1797 года на Томском железоделательном заводе появился Поликарп Михайлович Залесов. Занимался он ремонтом и реконструкцией заводского оборудования.
- Участвовал в качестве практиканта в строительстве «огненной машины» в Нерчинском горном округе под руководством «машинного ученика» из Кронштадта Ф. П. Борзова.
- в 1806 году разработал проект активной одноступенчатой паровой турбины для привода водоподъемника и пожарного насоса. После испытаний построенной в 1807 модели был поставлен вопрос о постройке промышленной турбины, но средства на постройку не были отпущены.
- Разработал и частично осуществил проекты реконструкции Гавриловского сереброплавильного (1800) и Томского железоделательного (1809) заводов.
- в 1804—1806 годах построил по проекту горного инженера С. А. Аистова Змеевский сереброплавильный завод.
- в 1813 году Залесов применил в построенных им паровых машинах высокое по тому времени давление пара (ок. 2,5 атм), значительно увеличив число оборотов вала.
- в 1816 году по собственному проекту построил Гурьевский сереброплавильный заводы (последний позже переоборудован на производство черных металлов).
- в 1818—1819 годах усовершенствовал прорезные и гуртильные станки на Монетном дворе Сузунского завода.

В разное время занимал должности горного техника Салаирского рудника Колывано-Воскресенских заводов (Алтай), управляющего Салаирским краем, механика Алтайского горного округа.
С 1806 по 1813 год Залесов соорудил не одну модель паровой турбины. Материалы, хранящиеся в алтайских  архивах, убедительно подтверждают успех талантливого русского мастера, имя которого, как и десятки имен других талантливейших русских  изобретателей, было длительное время предано забвению.
Похоронен на Нагорном кладбище города Барнаула Барнаульского округа Томской губернии, ныне город — административный центр Алтайского края. В середине 1930-х годов кладбище было превращено в Нагорный парк. Ныне парк находится в Центральном районе города Барнаула.